# Липярская-Палка, Карина
Карина Липярская-Палка (пол. Karina Lipiarska-Pałka; род. 16 февраля 1987, Краков) — польская лучница, выступающая в соревнованиях по стрельбе из олимпийского лука. Участница Олимпийских игр.

## Биография
Карина Липярская родилась 16 февраля 1987 года. Её родители занимались стрельбой из лука, заинтересовав этим маленькую Карину. Она вспоминает, что взять в руки лук было несложно.
В 2015 году Липярская-Палка завоевала олимпийскую лицензию, став единственной представительницей Польши на турнире лучников в Рио-де-Жанейро. Это произошло во время дополнительного отборочного турнира в рамках чемпионата мира в Копенгагене. В основных соревнованиях чемпионата мира в первом раунде Карина победила нидерландскую лучницу Эстер Деден (6:0), затем датчанку Карину Розенвинге Кристиансен (6:2). В третьем раунде Липярская встретилась с кореянкой Кан Чхэ Ён, которой уступила со счётом 0:6.
На Олимпийских играх в Рио-де-Жанейро в рейтинговом раунде индивидуальных соревнований Карина показала 40-й результат, попав в первом раунде плей-офф на турецкую лучницу Ясемин Анагёз. После пяти сетов счёт был равным (5:5) и судьба выхода во второй круг решалась в перестрелке. Липярская попала в 6 очков, тогда как Анагёз оказалась точнее (9) и вышла в следующий раунд.